# Кавказ (автодорога)
Р-217 «Кавказ» — автомобильная дорога федерального значения, ведущая от станицы Павловская Краснодарского края до села Яраг-Казмаляр (граница с Азербайджанской Республикой). До 31 декабря 2017 года также применялся учётный номер М-29 «Кавказ» (Постановление Правительства Российской Федерации от 17 ноября 2010 г. N 928).
Протяжённость автомагистрали 1118 километров. Стыкуется с М-4. Участок дороги от Павловской до Махачкалы является составной частью европейского маршрута E 50. Участок от Махачкалы до границы с Азербайджаном входит в европейский маршрут E 119 и азиатский маршрут AH8. Участок от Минеральных Вод до Беслана также является частью маршрута E 117.

## Маршрут

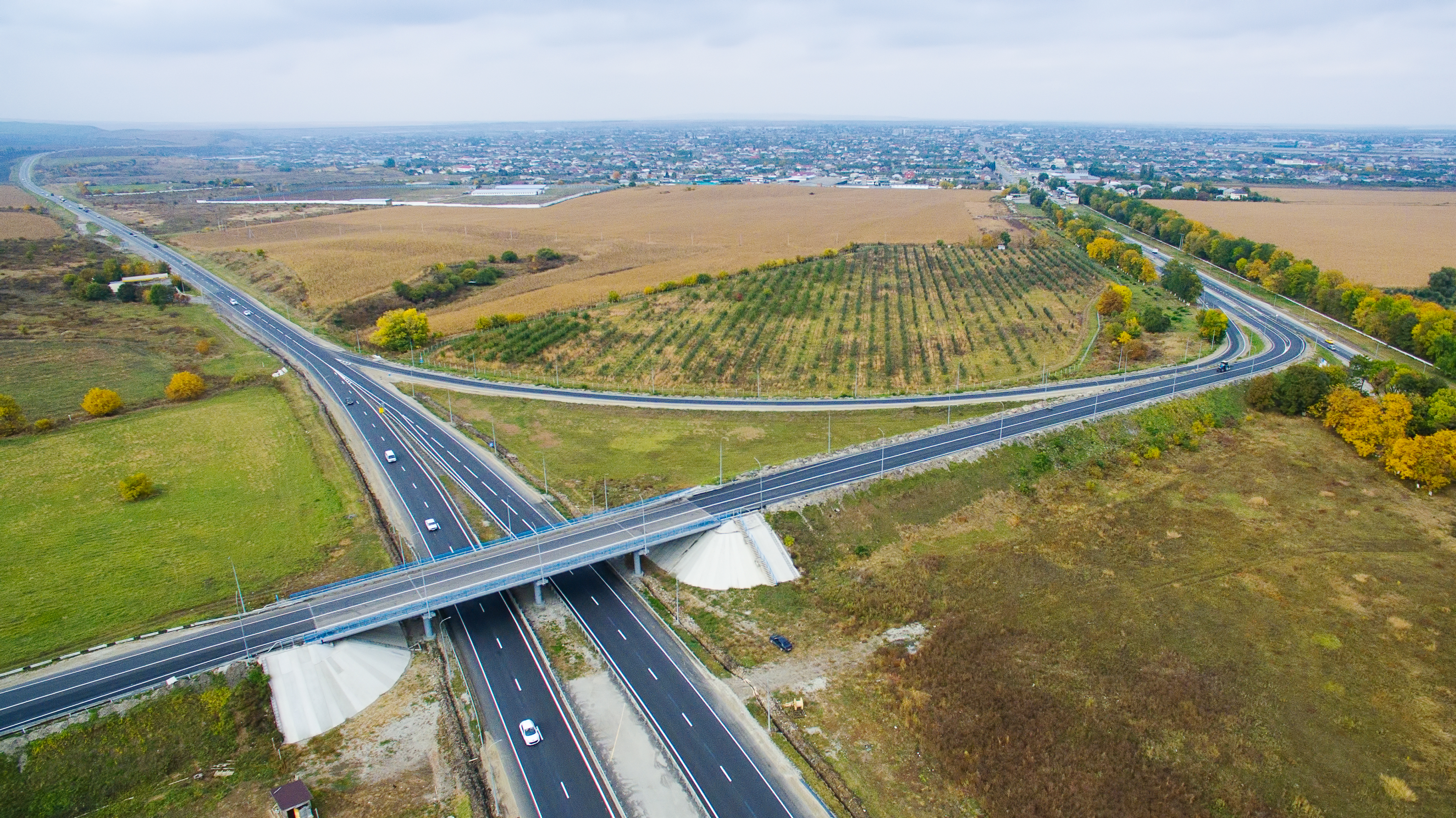
Автодорога «Кавказ» у села Дыгулыбгей, в Кабардино-Балкарии

- 0 км — Павловская, соединение с федеральной автотрассой М4 «Дон»
- 39 км — Тихорецк
- 59 км — Архангельская
- 94 км — Кропоткин (возможен поворот через виадук на Ставрополь, через Новоалександровск и Изобильный)
- 169 км — Армавир
- 229 км — Кочубеевское, поворот на А155 в Черкесск (на Военно-Сухумскую дорогу)
- 233 км — поворот на Ставрополь
- 241 км — Невинномысск
- 352 км — Минеральные Воды
- 372 км — Пятигорск (по направлению с Ю-В  А165 на Черкесск, Архыз; А157 на Карачаевск, Теберду, Домбай и Военно-Сухумскую дорогу)
- 445 км — Баксан, поворот на А158 в Приэльбрусье.
- 465 км — Нальчик
- 500 км — Карджин (ж.-д. ст. Дарг-Кох), съезд на Алагир (на Военно-Осетинскую дорогу и Транскавказскую автомагистраль)
- 559 км — Беслан, поворот на А161 во Владикавказ (ТрансКАМ и Военно-Грузинскую дорогу)
- 580 км — Назрань
- 653 км — Грозный
- 700 км — Гудермес
- 742 км — Хасавюрт
- 766 км — Кизилюрт
- 818 км — Махачкала
- 830 км — Манас
- 878 км — Избербаш
- 945 км — Дагестанские Огни
- 956 км — Дербент
- 1011 км — Яраг-Казмаляр (МАПП "Самур" на границе России с Азербайджаном).